# 7535-ös mellékút (Magyarország)
A 7535-ös számú mellékút egy hét kilométer hosszú, négy számjegyű országos közút Zala vármegyében. Szinte az egész megye földrajzi szerkezetét észak-déli irányú folyó- és patakvölgyek határozzák meg, ez az út is két ilyen völgyet kapcsol össze, a Zalaegerszeg-Nagykanizsa-Letenye háromszög közepe táján.

## Nyomvonala
A 74-es főútból ágazik ki, annak 24,350-es kilométerszelvénye közelében, Hahót területén, nyugat felé, az ugyanabba a kereszteződésbe beérkező 7532-es út egyenes folytatásaként. Szinte egyből külterületre lép; több irányváltása is van, de a fő iránya nyugati. 3,6 kilométer után lép át Söjtör közigazgatási területére, a határvonal keresztezésekor éppen északnyugati irányban haladva. 5,5 kilométer után éri el a község lakott területeit, ahol a Kossuth Lajos utca nevet veszi fel. A Letenye és Zalaegerszeg térségét összekapcsoló, Becsehely-Bak között húzódó 7536-os útba torkollva ér véget, annak 25,900-as kilométerszelvénye táján.
Teljes hossza, az országos közutak térképes nyilvántartását szolgáló kira.gov.hu adatbázisa szerint 7,155 kilométer.

## Története
A Cartographia 2004-ben kiadott Világatlaszában az út még nem szerepel.